# Piz Vatgira
Piz Vatgira (2,982 m (9,783 pies) es una montaña de los Alpes Lepontinos, localizado al sur de Sedrun en el cantón de los Grisones.
La montaña se encuentra entre los valles de Nalps y Medel, aproximadamente a la mitad de camino entre Lai da Nalps y Lai da Sontga Maria. En su lado este hay un pequeño glaciar que termina en el lago Lai Verd (2.702 m).
Piz Vatgira, o más precisamente una cumbre más baja de 2.981 metros de altura a 350 metros al sur de la cumbre principal, se encuentra exactamente encima del túnel de base de San Gotardo, en su punto más profundo. El túnel, es el más largo y más profundo del mundo, se extiende aproximadamente por 2.300 metros (7,500 pies) bajo la tierra. Piz Vatgira es el más alto de las tres cumbres principales por encima del túnel de base, los otros dos son el Chrüzlistock y el Pizzo dell'Uomo.